# Joseph Wittig

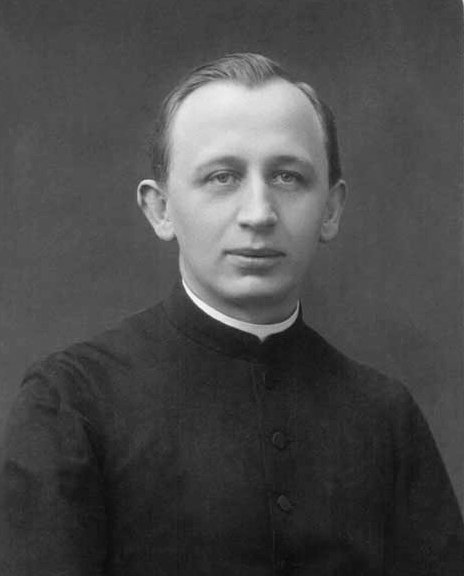
Joseph Wittig

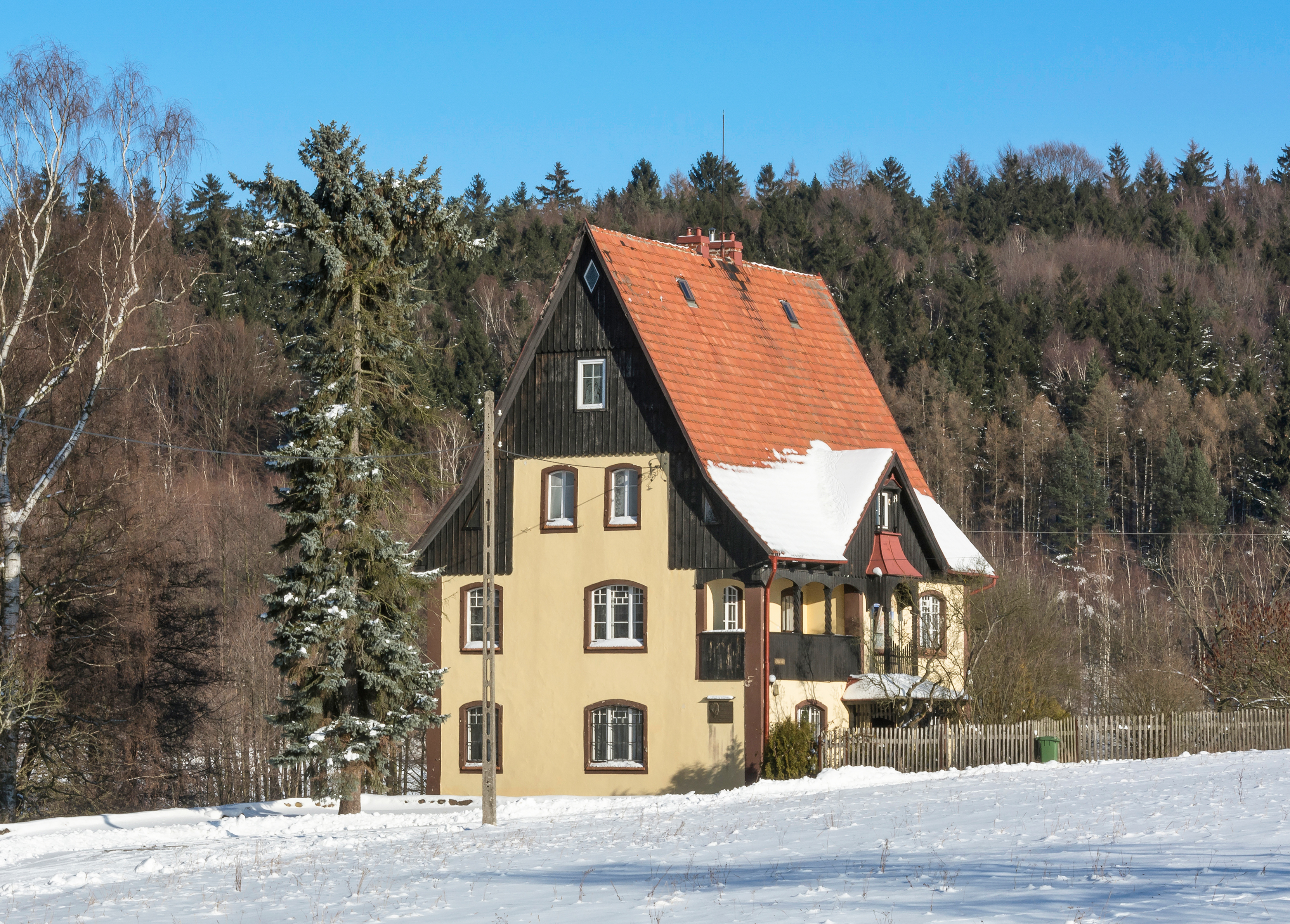
Muzeum Josepha Wittiga w Nowej Rudzie

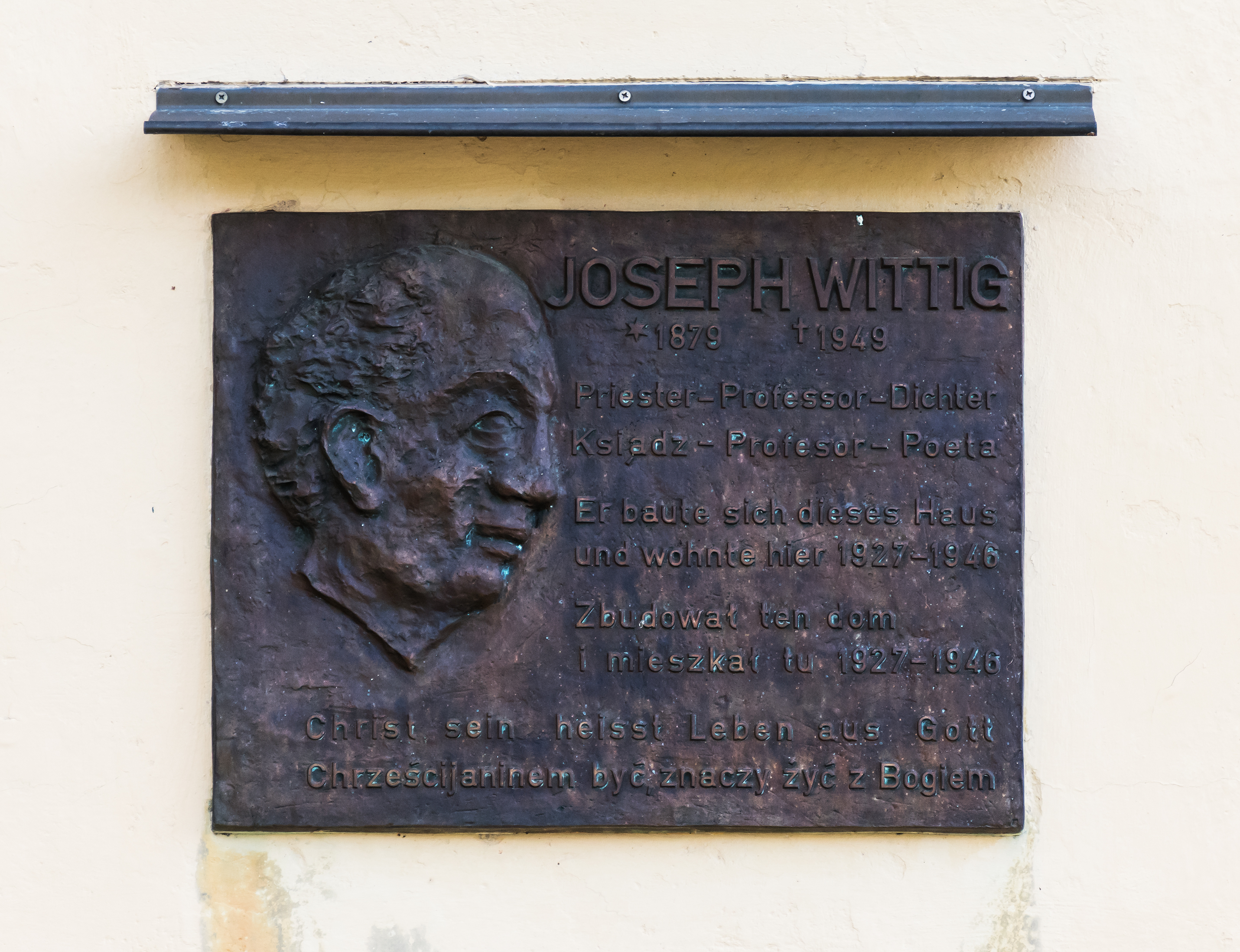
Tablica pamiątkowa na muzeum

Joseph Wittig (ur. 22 stycznia 1879 w Słupcu Dolinie k. Nowej Rudy, zm. 22 sierpnia 1949 w Göhrde w Dolnej Saksonii) – niemiecki profesor teologii, filozof, ekskomunikowany ksiądz katolicki, poeta, kronikarz związany z ziemią kłodzką, o której pisał, że jest „krainą Pana Boga”.

## Życiorys

### Dzieciństwo
Urodził się 22 stycznia 1879 w Słupcu Dolinie (niem. Neusorge), wówczas części wsi Słupiec (Schlegel), będącej obecnie dzielnicą Nowej Rudy. Był szóstym dzieckiem cieśli Eduarda Wittiga i Hanne Wittig z domu Stranfeld. Dzieciństwo, do którego często wracał w późniejszej twórczości, kształtowane było przez proste wiejskie życie i autorytet ojca. Jego dziadek był twórcą ruchomej szopki, która do dzisiaj jest atrakcją turystyczną Wambierzyc. Jednym z najważniejszych momentów w młodości było spotkanie księdza Henryka Maya, który pracował w Słupcu jako neoprezbiter podczas kilkutygodniowego zastępstwa. Ksiądz May podjął się przygotowania wiejskiego chłopca do nauki w gimnazjum, ucząc go podstaw nauk ścisłych, literatury i języków. W 1893 Joseph Wittig mógł rozpocząć naukę w gimnazjum św. Macieja (Matthias-Gymnasium) we Wrocławiu.

### Studia i praca duszpasterska
W 1899 zdał egzamin dojrzałości i rozpoczął studia na Uniwersytecie Wrocławskim. Podczas studiów szczególnie interesował się historią kościoła starożytnego, archeologią oraz patrystyką. W osobie ks. prof. Maxa Sdralka znalazł przewodnika życiowego, który wyzwolił w nim zamiłowanie do pracy naukowej i utorował drogę do katedry uniwersyteckiej. Studia ukończył w 1902. W rodzinnym Słupcu i Nowym Gierałtowie przygotowywał się do doktoratu. Jeszcze tego samego roku został doktorem teologii, broniąc pracy na temat papieża Damazego I. Kapłanem został 22 czerwca 1903 wyświęcony przez kardynała Koppa w kościele św. Krzyża we Wrocławiu. Swoją mszę prymicyjną odprawił 23 czerwca 1903 w kaplicy sióstr jadwiżanek, u których mieszkał wcześniej w czasie nauki gimnazjalnej. Skierowany został do pracy duszpasterskiej do nowo utworzonego wikariatu w Lubaniu. Pracował tam przez 14 miesięcy.

### Pisarstwo i praca naukowa
W latach 1904–1905 studiował w rzymskim Pontificio Collegio Teutonico di Santa Maria in Campo Santo Papieskiego Uniwersytetu Gregoriańskiego, otrzymując, dzięki staraniom ks. Maxa Sdralka, stypendium Instytutu Archeologicznego w Berlinie. Podczas tych studiów prowadził archeologiczne badania grobu św. Sotery, statui św. Piotra w bazylice watykańskiej oraz procesu Izaaka przeciw papieżowi Damazemu I, których wyniki publikował na łamach prasy. W 1909 uzyskał habilitację, przedstawiając studium o Ambrozjastrze. W 1909 powrócił do pracy duszpasterskiej: najpierw krótko w Paczkowie, a potem we Wrocławiu w kościele NMP na Piasku. W 1909 przerwał pracę duszpasterską rozpoczynając karierę uniwersytecką. Dwa lata później został mianowany profesorem nadzwyczajnym historii kościoła. 14 stycznia 1915 r. mianowano go profesorem zwyczajnym teologii. W latach 1917–1918 pełnił funkcję dziekana Wydziału Teologii Katolickiej Uniwersytetu Wrocławskiego.
Na lata 1922–1924 datuje się pierwszy, wrocławski okres twórczości pisarskiej Josepha Wittiga. Niezrozumienie jego myśli pisarskiej i teologicznej wywołało konflikt z hierarchią kościoła rzymskokatolickiego oraz wciągnięcie części jego twórczości na indeks kościelny. W 1922 ukazał się w czasopiśmie „Hochland” głośny artykuł pt. Zbawieni (niem. Die Erlösten) krytykujący oficjalną wykładnię kościelną grzechu i spowiedzi, który doprowadził ostatecznie do obłożenia pisarza w 1926 ekskomuniką. Prezentował śmiałe poglądy teologiczne i doczekał się nawet przydomka Nowy Luter. Mimo ekskomuniki Wittig pozostał wciąż głęboko wierzącym katolikiem wiernym Kościołowi, zajmując postawę wolnego pisarza religijnego. Z dzisiejszego punktu widzenia ocenia się, że teologiczne poglądy Wittiga wyprzedzały swoje czasy. Oceniane są jako w dużej mierze zbieżne z duchem nauk posoborowych.
W 1927 będąc zwolniony ze ślubów kapłańskich, wziął ślub z Bianką Geisler, córką burmistrza Bystrzycy Kłodzkiej i zamieszkał z nią w wybudowanym przez siebie domu w Słupcu (obecnie mieści się w nim muzeum jego imienia). Tu urodziła się trójka jego dzieci: Johannes Raphael, Bianca Maria i Christoph Michael. Lata 1928–1932 to drugi, słupiecki okres twórczości pisarskiej. W latach 1937–1943 występował z prelekcjami m.in. w protestanckich środowiskach północnych Niemiec, a działalność teologiczna Wittiga znalazła odbicie w twórczości literackiej, w bogatej korespondencji oraz w aktywności odczytowej. Zajmował się również pisaniem kronik historycznych oraz publikowaniem w regionalnym kalendarzu „Guda Obend”. W 1946 zdjęta została ekskomunika, m.in. za wstawiennictwem kardynała Augusta Hlonda.

### Wysiedlenie i koniec życia
Po przyłączeniu Dolnego Śląska do Polski, 1 kwietnia 1946 pisarz został przymusowo i w pośpiechu wysiedlony z domu w Słupcu. Wraz z rodziną, w złym stanie zdrowia, wywieziony został do Niemiec. W słupieckim domu pozostała większość manuskryptów pisarza. Zamieszkał w miejscowości Göhrde w rejonie Lüneburga. Zmarł na zawał serca 22 sierpnia 1949 r. Pochowany został na cmentarzu w Meschede (Nadrenia Północna-Westfalia).

## Memoria

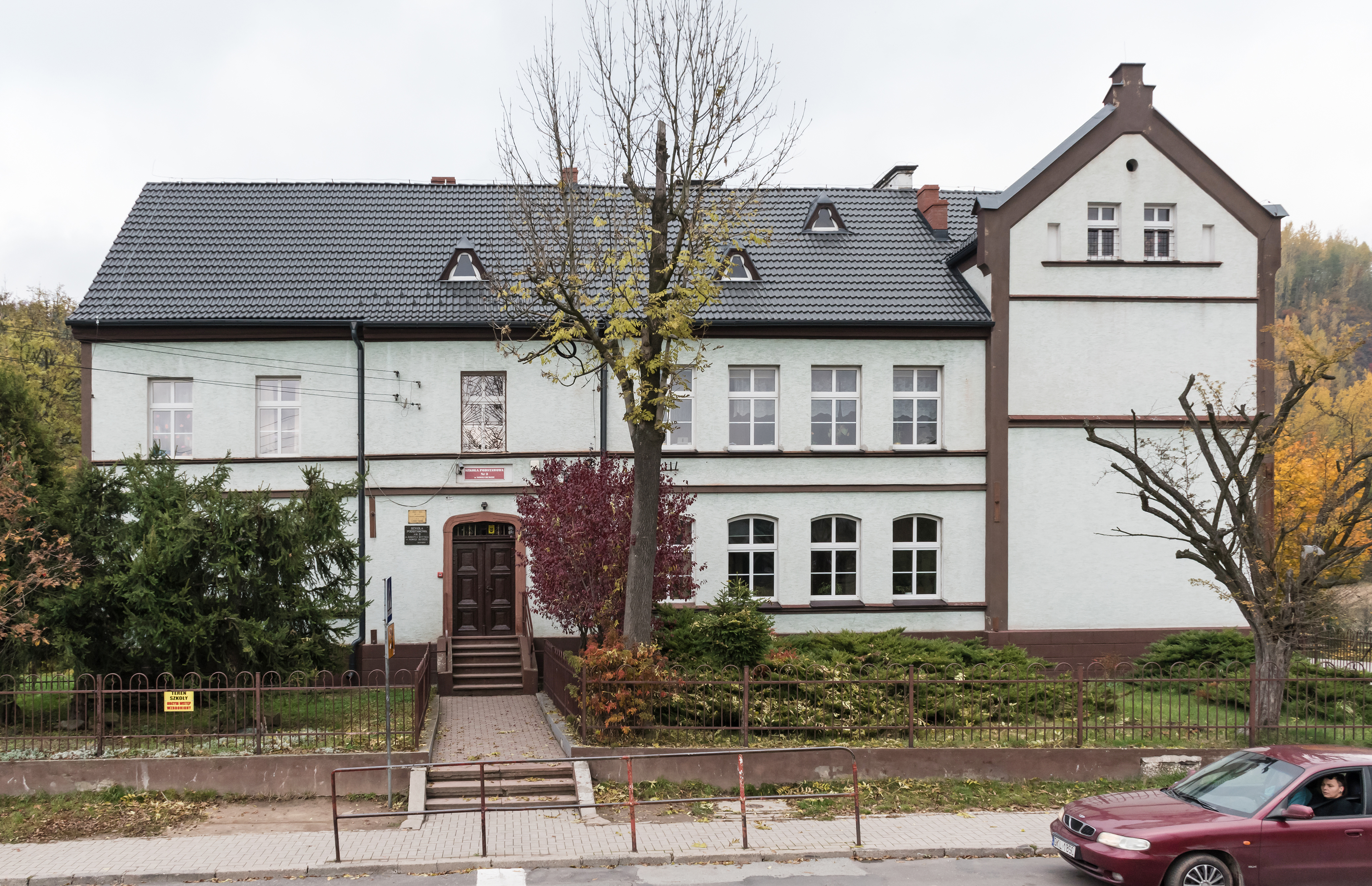
Była Szkoła Podstawowa nr 3 w Nowej Rudzie, im. J. Wittiga

- W dawnym domu Josepha Wittiga w Nowej Rudzie przy ul. Słupieckiej 42 od maja 1997 funkcjonuje muzeum jego imienia poświęcone jego życiu i twórczości[2].
- Od 1997 na ziemi kłodzkiej organizowane są Polsko-Niemieckie Sympozja Wittigowskie[2]. Kolejne odbyły się w latach 1999, 2001, 2004 i 2008.
- 20 września 2002 imieniem Wittiga nazwana została Szkoła Podstawowa nr 3 w Nowej Rudzie przy ul. Srebrnej 11, zlikwidowana na mocy decyzji Rady Miejskiej z 25 stycznia 2017[3] (15 lutego 2017 przekształcona w filię Szkoły Podstawowej Nr 2[4].